# Kim Ki-hoon
Kim Ki-hoon (* 14. Juli 1967 in Seoul) ist ein ehemaliger südkoreanischer Shorttracker. Er gewann bei den XVI. Olympischen Winterspielen 1992 in Albertville die Goldmedaille über 1000 und über 5000 m mit der koreanischen Mannschaft.

## Karriere
Bei den XVII. Olympischen Winterspielen 1994 in Lillehammer gewann er die Goldmedaille über 1000 m. Zudem holte er Gold über 1500 m bei den Olympischen Winterspielen 1988 in Calgary, als Shorttrack als Demonstrationssportart dabei war. Kim Ki-hoon war der erste Koreaner, der eine olympische Goldmedaille bei Winterspielen gewann.
2002 wurde Kim zum Nationaltrainer der koreanischen Shorttrack-Nationalmannschaft ernannt. Als Cheftrainer der südkoreanischen Nationalmannschaft nahm er an den Olympischen Winterspielen 2010 teil.
Er trainiert insbesondere Ahn Hyun-soo (Wiktor Ahn).
Kim ist derzeit als Professorin am Ulsan College tätig.

## Wirken als Kommentator
Bei den Olympischen Winterspielen 2002 in Salt Lake City arbeitete er als Kommentator für den südkoreanischen Sender KBS.

## Ehrungen
- Medaille „Blue Dragon“ der Republik Korea.
- Medaille „Fierce Tiger“ der Republik Korea.